# L'ultima risata
L'ultima risata (Der letzte Mann) è un film del 1924 diretto da Friedrich Wilhelm Murnau.

## Trama
Degradato a custode di gabinetti perché troppo anziano, il portiere dell'albergo Atlantic perde il diritto di indossare la sua preziosa uniforme. Nonostante ciò, alla sera, quando torna a casa dalla sua famiglia, l'uomo continua a portare la veste di lavoro per non turbare lo stato d'animo dei suoi cari. La consuocera  scopre la messinscena e il genero per punirlo, lo costringe a trascorrere la notte dentro la toilette dell'hotel e il suo amico, guardia notturna nel medesimo hotel, lo copre con un pastrano.
Come recita la didascalia:
Grazie ad una improvvisa eredità, l'anziano diventa cliente milionario dello stesso albergo.

## Produzione
Il film è stato prodotto dall'Universum-Film Aktiengesellschaft (UFA) di Erich Pommer. Venne girato negli studi dell'UFA di Berlino e a Freigelände Neubabelsberg di Potsdam. Le riprese durarono circa 180 giorni.
Il finale venne imposto dal produttore. Ciò fu voluto per incrementare le vendite commerciali.
Ad eccezione dell'introduzione e della spiegazione dell'happy ending, il lungometraggio non presenta didascalie.
Murnau e il direttore della fotografia Freund, per rendere l'azione più dinamica, inventarono una nuova tecnica di ripresa: la Entfesselte Kamera. Essa consiste nell'utilizzo di una macchina da presa più leggera, fissata su un sostegno mobile. Si tratta, sostanzialmente, di una carrellata eseguita da un antenato del moderno dolly.
Un giovane Alfred Hitchcock assistette alle riprese del film, in qualità di aiuto-scenografo.

## Distribuzione
Il film fu distribuito in Germania il 23 dicembre 1924 dall'Universum-Film Aktiengesellschaft (UFA). Negli USA uscì l'anno seguente, in collaborazione con la Universal Pictures Corporation (Jewel).
L'ultima risata è stato restaurato e ne esistono diverse versioni home video. La pellicola è di pubblico dominio.

## Accoglienza
Ritenuta una delle pellicole più importanti del cinema muto, il film venne lodato dalla critica e dal pubblico.
Roger Ebert lo ha inserito nella sua personale classifica dei Migliori film di sempre.
Morando Morandini considera il lungometraggio «una delle vette del kammerspiel»

## Influenza culturale
Nel 1955 Harold Braun ne ha realizzato un remake.
Secondo la studiosa Lotte Eisner, alcuni tra i più grandi registi della storia, fra cui Max Ophüls, hanno cercato di emulare lo stile fotografico de L'ultima risata.